# Nanov (gmina)
Nanov – gmina w Rumunii, w okręgu Teleorman. Obejmuje tylko jedną miejscowość Nanov. W 2011 roku liczyła 3586 mieszkańców. 